# Fußball-Weltmeisterschaft 1950/Brasilien
Dieser Artikel behandelt die brasilianische Fußballnationalmannschaft bei der Fußball-Weltmeisterschaft 1950.

## Qualifikation
Als Gastgeber war Brasilien automatisch qualifiziert.

## Brasilianisches Aufgebot
| Nr.               | Name                 | Verein vor WM-Beginn      | Geburtstag | Spiele   | Tore     | Platzverweise |          |
| Torhüter          | Torhüter             | Torhüter                  | Torhüter   | Torhüter | Torhüter | Torhüter      | Torhüter |
| ----------------- | -------------------- | ------------------------- | ---------- | -------- | -------- | ------------- | -------- |
| 1                 | Moacyr Barbosa       | CR Vasco da Gama          | 27.03.1921 | 6        | 0        | 0             |          |
| 2                 | Carlos José Castilho | Fluminense Rio de Janeiro | 27.11.1927 | 0        | 0        | 0             |          |
| Abwehrspieler     |                      |                           |            |          |          |               |          |
| 3                 | Augusto              | CR Vasco da Gama          | 22.10.1920 | 6        | 0        | 0             |          |
| 4                 | Ely                  | CR Vasco da Gama          | 14.05.1921 | 1        | 0        | 0             |          |
| 5                 | Juvenal              | Flamengo Rio de Janeiro   | 27.11.1923 | 6        | 0        | 0             |          |
| 6                 | Nena                 | SC Internacional          | 11.07.1923 | 0        | 0        | 0             |          |
| 7                 | Nílton Santos        | Botafogo FR               | 16.05.1925 | 0        | 0        | 0             |          |
| 9                 | Bigode               | Flamengo Rio de Janeiro   | 04.04.1922 | 5        | 0        | 0             |          |
| Mittelfeldspieler |                      |                           |            |          |          |               |          |
| 8                 | José Carlos Bauer    | FC São Paulo              | 21.11.1925 | 5        | 0        | 0             |          |
| 10                | Danilo               | CR Vasco da Gama          | 12.03.1920 | 5        | 0        | 0             |          |
| 11                | Noronha              | FC São Paulo              | 25.09.1918 | 1        | 0        | 0             |          |
| 12                | Rui                  | FC São Paulo              | 02.08.1920 | 1        | 0        | 0             |          |
| Stürmer           |                      |                           |            |          |          |               |          |
| 13                | Adãozinho            | SC Internacional          | 02.04.1923 | 0        | 0        | 0             |          |
| 14                | Ademir               | CR Vasco da Gama          | 08.11.1922 | 6        | 8        | 0             |          |
| 15                | Alfredo              | CR Vasco da Gama          | 01.01.1920 | 1        | 1        | 0             |          |
| 16                | Baltazar             | Corinthians São Paulo     | 14.01.1926 | 2        | 2        | 0             |          |
| 17                | Chico                | CR Vasco da Gama          | 07.01.1922 | 4        | 4        | 0             |          |
| 18                | Friaça               | FC São Paulo              | 20.10.1924 | 4        | 1        | 0             |          |
| 19                | Jair                 | Palmeiras São Paulo       | 21.03.1921 | 5        | 2        | 0             |          |
| 20                | Maneca               | CR Vasco da Gama          | 28.01.1926 | 4        | 1        | 0             |          |
| 21                | Rodrigues            | Fluminense Rio de Janeiro | 27.06.1925 | 0        | 0        | 0             |          |
| 22                | Zizinho              | Bangu AC                  | 14.09.1922 | 4        | 2        | 0             |          |
| Trainer           |                      |                           |            |          |          |               |          |
|                   | Flávio Costa         |                           | 14.09.1906 |          |          |               |          |

## Spiele der brasilianischen Mannschaft

### Vorrunde
- Brasilien –  Mexiko 4:0 (1:0)

Stadion: Maracanã (Rio de Janeiro)
Zuschauer: + 81.000

Schiedsrichter: Reader (England)

Tore: 1:0 Ademir (30.), 2:0 Jair (65.), 3:0 Baltazar (71.), 4:0 Ademir (79.)
- Brasilien –  Schweiz 2:2 (2:1)

Stadion: Estádio do Pacaembu (São Paulo)

Zuschauer: + 42.000

Schiedsrichter: Azón Roma (Spanien)

Tore: 1:0 Alfredo (3.), 1:1 Fatton (17.), 2:1 Baltazar (32.), 2:2 Fatton (88.)
- Brasilien –  Jugoslawien 2:0 (1:0)

Stadion: Maracanã (Rio de Janeiro)

Zuschauer: + 142.000

Schiedsrichter: Griffiths (Wales)

Tore: 1:0 Ademir (4.), 2:0 Zizinho (69.)
Das Eröffnungsspiel im neu gebauten, größten Stadion der Welt, dem Maracana (Fassungsvermögen: 200.000 Zuschauer!), war gleichzeitig das erste Spiel der Gruppe I. Brasilien gewann sicher 4:0 gegen Mexiko. Ein überzeugender Anfang des Favoriten war gemacht. Etwas überheblich, mit vier Reservisten im Team, trat Brasilien gegen die Schweizer an. Überraschend holten die Eidgenossen ein 2:2. Gegen Jugoslawien (zuvor 3:0 gegen die Schweiz) wollten die Gastgeber diese Scharte wieder auswetzen. Die Gäste begannen mit zehn Spielern, da sich Mitic im dunklen Gang zwischen Kabine und Spielfeld den Kopf aufgeschlagen hatte. Als er mit einem Verband auf dem Platz erschien, stand es bereits 1:0 für Brasilien (3., Ademir). Erst kurz vor dem Abpfiff stellte Zizinho (89.) den Endstand her. Die Gastgeber waren für die Endrunde qualifiziert.

### Finalrunde
- Brasilien –  Schweden 7:1 (3:0)

Stadion: Maracanã (Rio de Janeiro)

Zuschauer: + 138.000

Schiedsrichter: Ellis (England)

Tore: 1:0 Ademir (17.), 2:0 Ademir (36.), 3:0 Chico (39.), 4:0 Ademir (52.), 5:0 Ademir (58.), 5:1 Andersson (67.) 11m, 6:1 Maneca (85.), 7:1 Chico (88.)
- Brasilien –  Spanien 6:1 (3:0)

Stadion: Maracanã (Rio de Janeiro)

Zuschauer: + 152.000

Schiedsrichter: Leafe (England)

Tore: 1:0 Ademir (15.), 2:0 Jair (21.), 3:0 Chico (31.), 4:0 Chico (55.), 5:0 Ademir (57.), 6:0 Zizinho (67.), 6:1 Igoa (71.)
- Uruguay –  Brasilien 2:1 (0:0)

Stadion: Maracanã (Rio de Janeiro)

Zuschauer: 200.000

Schiedsrichter: Reader (England)

Tore: 0:1 Friaça (47.), 1:1 Schiaffino (66.), 2:1 Ghiggia (79.)

Spätestens nach dem 7:1-Erfolg Brasiliens gegen Schweden waren die Gastgeber turmhoher Favorit der Endrundengruppe. Mit absolutem Zauberfußball faszinierten Ademir & Co. die knapp 140.000 Zuschauer im Maracana-Stadion. Wie kaum ein Team zuvor zeigten die Brasilianer Fußball par excellence. Die Innenstürmer Zizinho, Ademir und Jair wirbelten die Schweden durcheinander. Als auch die Spanier den Gastgebern mit 1:6 unterlagen, hatten die Kommentatoren kaum genug Superlativen für die wie entfesselt aufspielenden Fußball-Akrobaten vom Zuckerhut parat. Derweil krampfte sich das Team von Uruguay glücklich durch die ersten beiden Spiele. Gegen Spanien gab es ein mühsames, erst spät durch Valdanas Gewaltschuss gesichertes 2:2. Auch die Schweden konnten erst mit dem späten Tor zum 3:2 durch Miguez (85.) besiegt werden. Die Begegnung zwischen Spanien und Schweden gewannen die Skandinavier sicher mit 3:1, was Platz drei in der Endabrechnung des Turniers bedeutete.
Während das ‚kleine Finale’ nur 8.000 Besucher in São Paulo anzog, fand zur gleichen Zeit vor fast 200.000 Zuschauern im vollbesetzten Maracanã-Stadion das entscheidende Spiel um den Titel zwischen Brasilien und Uruguay statt. Dem hoch favorisierten Gastgeber reichte ein Unentschieden im Spiel gegen die Urus, dem Weltmeister von 1930, um Weltmeister zu werden. Doch bereits im ersten Durchgang zeigten die Gäste aus Montevideo ein glänzendes Defensivverhalten. Durch das enge Markieren der brasilianischen Ballkünstler und dem aggressiven Pressing konnten die Favoriten ihren gefürchteten Angriffswirbel nicht entwickeln. Aber es reichte ja schließlich ein Remis. Als kurz nach der Pause Friaça nach Zizinho-Vorlage das 1:0 gelang, schien alles seinen vorgezeigten Weg zu gehen. Doch die Urus gaben nicht auf. Ein Konter über Rechtsaußen Ghiggia landete bei Schiaffino, der volley abzog: 1:1 (66.). Es wurde plötzlich stiller in dem riesigen Stadion. Die Brasilianer brauchten nur noch das Ergebnis über die Zeit zu schaukeln, doch elf Minuten vor dem Abpfiff war wieder Ghiggia durch und traf aus spitzem Winkel ins kurze Eck von Torhüter Barbosa. Wie gelähmt agierten die Favoriten und kamen kaum mehr zu einem halbwegs vernünftigen Spielzug. Die Sensation war perfekt und Uruguay zum zweiten Mal Weltmeister. Während 200.000 Menschen mit hängenden Köpfen das Stadion verließen, feierten die Urus nach ihrer Rückkehr in Montevideo das bis dahin größte Fußballfest.